# Alberto Héber Usher
Alberto Héber Usher (Montevideo, 1º maggio 1918 – Montevideo, 19 gennaio 1981) è stato un politico uruguaiano.
È stato Presidente del Consejo Nacional de Gobierno (carica che sostituì quella della Presidenza della Repubblica) dal 7 febbraio 1966 al 1º marzo 1967.